# Château de Hollogne
 (novembre 2022).
Si vous êtes l’auteur de ce texte, vous êtes invité à donner votre avis ici. À moins qu’il soit démontré que l’auteur de la page autorise la reproduction et que ce contenu soit compatible avec les principes fondateurs de Wikipédia, cette page sera supprimée ou purgée au bout d’une semaine maximum. En attendant le retrait de cet avertissement, veuillez ne pas réutiliser ce texte.
Ne doit pas être confondu avec Château de Hollogne-sur-Geer.
Le château de Hollogne est un château belge qui se situe sur le territoire de la commune de Grâce-Hollogne, province de Liège, en région wallonne. À ce jour, le domaine reste ouvert du lundi au samedi et de nombreuses animations y sont organisées.

## Histoire
Sous l’ancien Régime, le territoire de l’ancienne commune de Grâce-Berleur était partagé entre deux seigneuries distinctes Grâce-Saint-Martin était un alleu qui était la propriété du chapitre de la collégiale Saint-Martin de Liège. Grâce-Courtejoye était une seigneurie hautaine relevant en fief de la Cour féodale de Trognée, son seigneur était vassal du seigneur de cette localité. Témoin de l’architecture mosane et de l’histoire principautaire, le château de Grâce était le siège de cette seigneurie. Situé dans le vallon de Grâce-Berleur, le château fut la propriété de diverses familles au fil des siècles et présente aujourd’hui des bâtiments des XVIIe et XVIIIe siècles. 
Le site abrite également la ferme castrale constituée d’un long bâtiment composé du corps de logis, d’étables et d’une grange. Devant le corps de logis de la ferme, près du muret des anciennes douves, repose une pierre semi-cylindrique sculptée sur toute sa surface des armes d’Érard de la Marck. Les bâtiments constituent aujourd’hui une propriété privée.
En 1957, mademoiselle Van Zuylen légua le Château de Hollogne dans le but d'accueillir les enfants défavorisés. Depuis lors, l'ASBL Stations de Plein Air Liégeoises organise chaque année, du 1er juillet au 14 août une plaine de vacances. Celle-ci accueille une moyenne de 170 enfants par jour âgés de 4 à 12 ans provenant de la région liégeoise.

## Archives

### XIIIesiècle
La seigneurie appartenait primitivement à l'abbaye de Cornelimunster dont l'avouerie constituait un fief relevant de la cour féodale de Hesbaye. Jean de Luxembourg, chevalier, issu des comtes de Luxembourg était avoué au XIIIe siècle. 

### XIVesiècle
Le fils de Jean de Luxembourg appelé Roger lui succéda et acquit la seigneurie de l'abbé de Cornelimunster, par acte du 4 novembre 1323.

### XVIIesiècle
La famille de Luxembourg, plus souvent citée sous le nom de Hollogne, conserva la seigneurie jusqu'à la mort de Gérard de Hollogne en 1664. 
Son gendre, Borchard-Guillaume (baron de Kinsky) lui succéda. Guillaume-Maurice (fils de Borchard Guillaume)  fut dépossédé de la seigneurie et du château (par saisie opérée au profit de Barbe de Noville, veuve de l'échevin de Liège, Jean-Arnold-Joseph de Hessalle († 1719)). 

### XVIIIesiècle
Madame de Hessalle releva la seigneurie à Cornelimunster en 1729 mais la vendit en 1757, à Jacques-Nicolas-Joseph de Coune, échevin de Liège, seigneur de Deigné (1709-1762). La famille de Coune conserva celle-ci jusqu'à la Révolution (accompagné d'une certaine opposition de la part de la famille de Kinskyde 1782 à 1792).

### XIXesiècle
La famille de Coune toujours propriétaire du domaine d'Hollogne-aux-Pierres au XIXe siècle, vendit le château à Pierre Mottard. 
Pierre Mottard le légua par la suite à son gendre, le baron de Lhonneux à la fin du siècle.

### XXeetXXIesiècles
Fille du baron Lhonneux,  Alice Van Zuylen reprendra le Château d'Hollogne. Elle le lèguera en 1957 pour en faire un lieu d'agrément au profit des enfants défavorisés. Son frère, le baron Fréderic Van Zuylen confiera les archives du château aux Archives de l'État à Liège, au mois de novembre 1963.

## Description
Le château est construit avec des briques, mais ses décors sont eux en calcaire. La maison est à deux étages. Concernant le toit, la toiture est en pavillon agrémentée de lucarnes rampantes et se limite à neuf travées cantonnées par deux tours cylindriques engagées sous des toitures en poivrières à huit pans et à coyaux.